# 孤海浮灯
孤海浮燈（The Likes of Us）是名作曲家安德魯·洛伊·韋伯的音樂劇，原書由萊斯利·湯瑪斯基於慈善家湯瑪斯·約翰成立貧困兒童院的真實故事創作。在巴納多的一生近6萬名兒童獲救，並提供他們能夠自給自足的培訓。

## 背景
音樂劇在1965 年完成，當時詞曲者都還是學生，他們嘗試找機會讓此劇上台表演，卻一直未能找到贊助，日後戲中的旋律被用於歌聲舞影和吉福斯。四十年後提姆‧萊斯重聽當年的試音帶，幾經改寫後於2005年7月9日的英國西德蒙頓節裡上演。

## 曲目

### 第一幕
1. 序曲-樂團
2. 愛在每一天-蘿絲和合唱團
3. 我是個非常忙碌的人-巴納多和寇克尼
4. 愛在這裡-約翰尼和珍妮
5. 奇怪和可愛的歌曲-巴納多
6. 孤海浮燈-兒童
7. 我如何知道-巴納多
8. 我們會給他-蘿絲和合唱團
9. 這是我的時間-西蕊
10. 里昂之心-總理和內閣
11. 我們會給他 （第二次）-蘿絲和合唱團
12. 愛在這裡 （第二次）-強尼和珍妮
13. 一個人對他自己的-巴納多和合唱團

### 第二幕
1. 偉大
2. 你永遠不能單獨-西蕊和兒童
3. 三月-蘿絲和合唱團
4. 這永遠不會嗎？-巴納多和西蕊
5. 你再不會在乎他-西蕊和珍妮
6. 會，會，走了 ！-拍賣，巴納多和人群
7. 世界-倫敦腔的兒童
8. 有另一杯茶-全公司
9. 奇怪和可愛的歌曲 （第二次）-巴納多和西蕊
10. 孤海浮燈 （第二次）-兒童